# Sorel Point Lighthouse
Sorel Point Lighthouse ist ein Leuchtturm (englisch Lighthouse) auf Jersey. Er steht auf dem nördlichsten Kap der Insel.

## Beschreibung
Das drei Meter hohe, runde Bauwerk wurde 1938 aus Beton errichtet und in Betrieb genommen. Nach der Besetzung Jerseys durch die Wehrmacht wurden im Zweiten Weltkrieg um den Leuchtturm herum Bauten des Atlantikwalls erstellt, die heute noch erhalten sind. 2009 wurde der anfangs schwarz-weiß karierte Anstrich des Leuchtfeuers durch einen weißen ersetzt, gleichzeitig wurde es auf Sonnenenergie umgestellt.
Das Sektorenfeuer warnt vor den Untiefen nördlich von Jersey. Es hat eine Feuerhöhe von rund 50 m und zeigt als Kennung einen Blink mit einer Wiederkehr von 7,5 Sekunden (LFl.WR.7.5s).